# Famille de Murat
Pour les articles homonymes, voir Murat.
Ne pas confondre avec la Maison Murat.
La famille de Murat est une famille seigneuriale, qui, du XIe siècle  au XVe siècle, possède la forteresse de Murat et contrôle la vicomté qui en dépend.
Les vicomtes de Murat deviennent au XIIe siècle vassaux des vicomtes de Carlat, c'est-à-dire les comtes catalans puis les comtes de Rodez. Cette vassalité n'est pas toujours reconnue par les vicomtes de Murat pendant les siècles suivants.
Au début de la guerre de Cent Ans, les familles de Cardaillac et de Murat s'opposent d'abord pour la possession de cette vicomté. Renaud II de Murat s'engage au service du duc de Bourgogne Jean sans Peur. La guerre civile entre Armagnacs et Bourguignons amène la fin de la vicomté de Murat, finalement annexée à celle de Carlat en 1415.

## Une famille puissante

### Origines
Le premier texte qui mentionne un vicomte de Murat, Guillaume, est une charte, la charte de Bredons, qui date de 1059/1066. Il est à ce moment un seigneur puissant. Son origine a donné lieu à des hypothèses. À cause du nom du père de Guillaume, Girbert, déjà décédé en 1059/1066, des érudits ont proposé au XIXe siècle de faire des vicomtes de Murat une branche de la famille de Carlat, où on trouve ce nom de Girbert. Mais cette hypothèse semble peu concluante puisqu'aucun lien entre ces deux territoires n'est attesté avant le milieu du XIIe siècle.

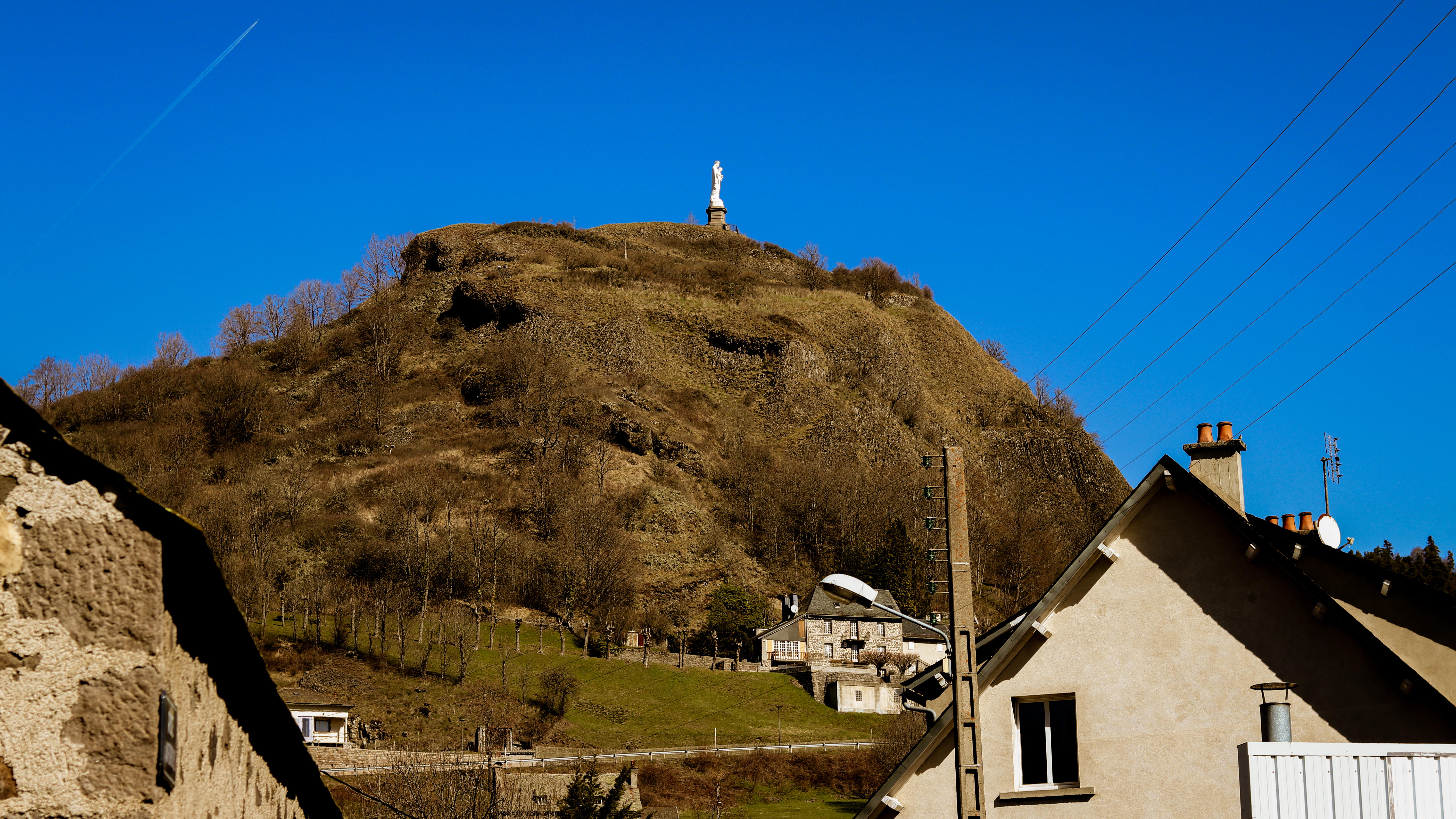
Le rocher de Bonnevie, à Murat

Comme Guillaume est appelé de Murato Castello dans la charte de 1059/1066, Jean-Louis Boudartchouk émet l'hypothèse d'un lien avec la famille de Chastel-sur-Murat. Dans la famille de Chastel, dont la seigneurie est ensuite intégrée à la vicomté de Murat, sont attestés les noms de Guillaume, Pierre et Pétronille, comme chez les vicomtes de Murat. Ces derniers ont donc capté leur héritage, peut-être par lien familial.
La charte de Bredons montre que les vicomtes de Murat possèdent alors le château fort de Murat, sur le rocher de Bonnevie et des droits sur le rocher de Bredons.

### De turbulents vassaux
En 1150, le vicomte de Murat Pierre Ier entre dans la mouvance directe des Raymond-Bérenger de Barcelone en rendant foi et hommage au comte de Provence Raymond-Bérenger II, également vicomte de Carlat. Les vicomtes de Murat sont alors les vassaux de la dynastie catalane situés les plus au nord.

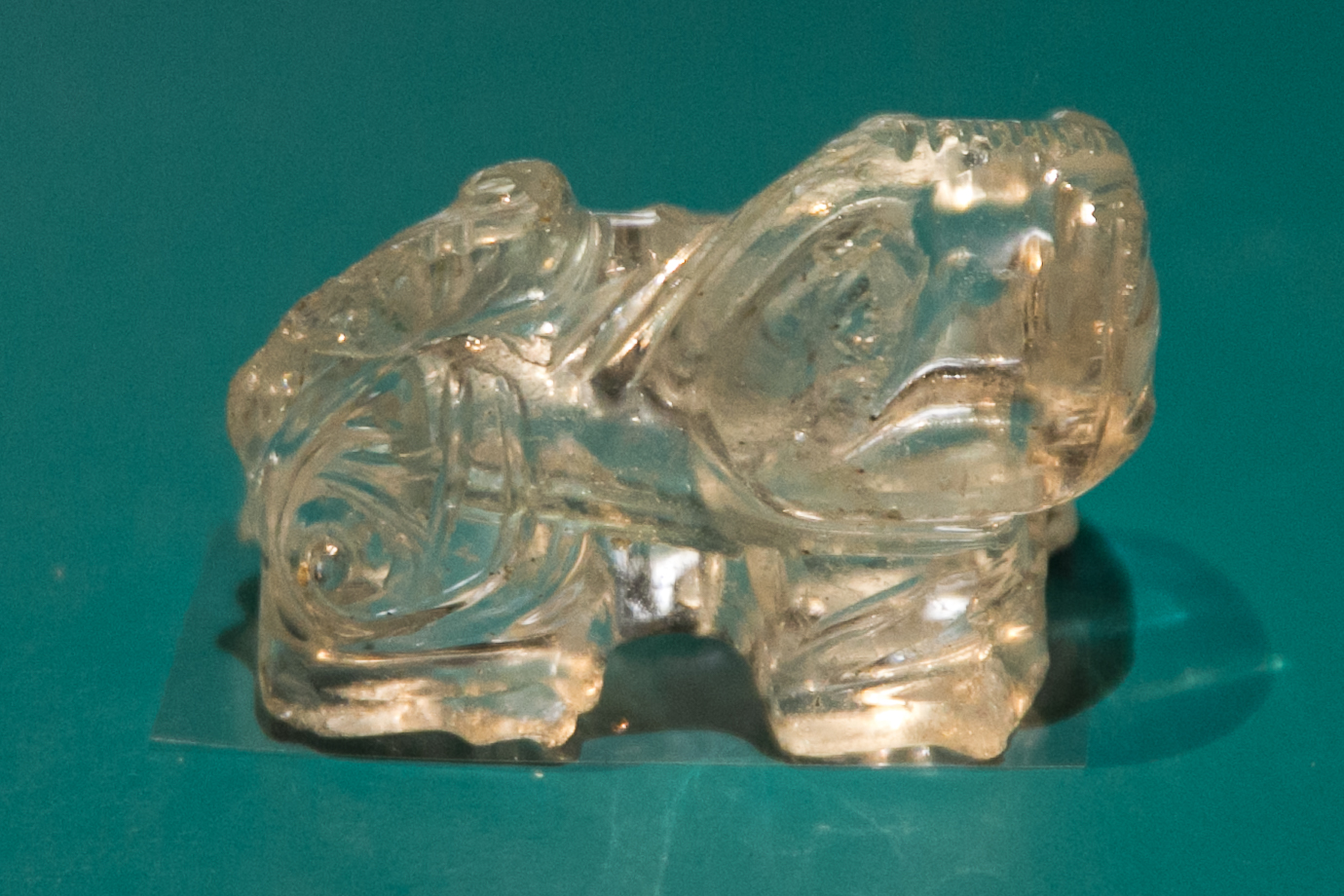
Le lion de Bredons. Statuette en cristal originaire d'Égypte (Xe-XIe siècle) conservée au musée de la Haute-Auvergne à Saint-Flour.

À partir de 1167, quand la vicomté de Carlat échoit aux comtes de Rodez, on voit les vicomtes de Murat figurer à leurs côtés dans plusieurs actes. Au XIIIe siècle, ils ont des différends féodaux, mais la relation vassalique ne semble pas radicalement remise en cause.
Le vicomte Guilllaume II, croisé avec le roi Philippe Auguste, aurait rapporté en Auvergne, selon la légende, une statuette fatimide figurant un lion, appelée le lion de Bredons.
Guillaume, fils du vicomte Pierre II et frère du vicomte Pierre III est brièvement évêque du Puy de 1248 à 1250 environ,.
Le vicomte Guillaume III ratifie en 1283 les privilèges de la ville de Murat accordés en 1263 par son père Pierre IV,. Deux ans plus tard, en 1285, il signe un traité avec son seigneur le comte de Rodez, également vicomte de Carlat.  Guillaume reconnait tenir en fief du vicomte de Carlat le cœur de la vicomté de Murat : les châteaux de Murat, Vigouroux, Albepierre et Labastide, mais les autres seigneuries de la vicomté de Murat sont tenues en hommage du roi, de l'évêque de Clermont et de la châtellenie de Mercœur. De plus, la vicomté de Carlat abandonne à celle de Murat toutes les terres situées entre les rivières Brezons et le Siniq, sous réserve d'hommage. Les vicomtes de Murat, alliés au pouvoir royal, semblent être alors en position de force.

Sceaux des vicomtes de Murat
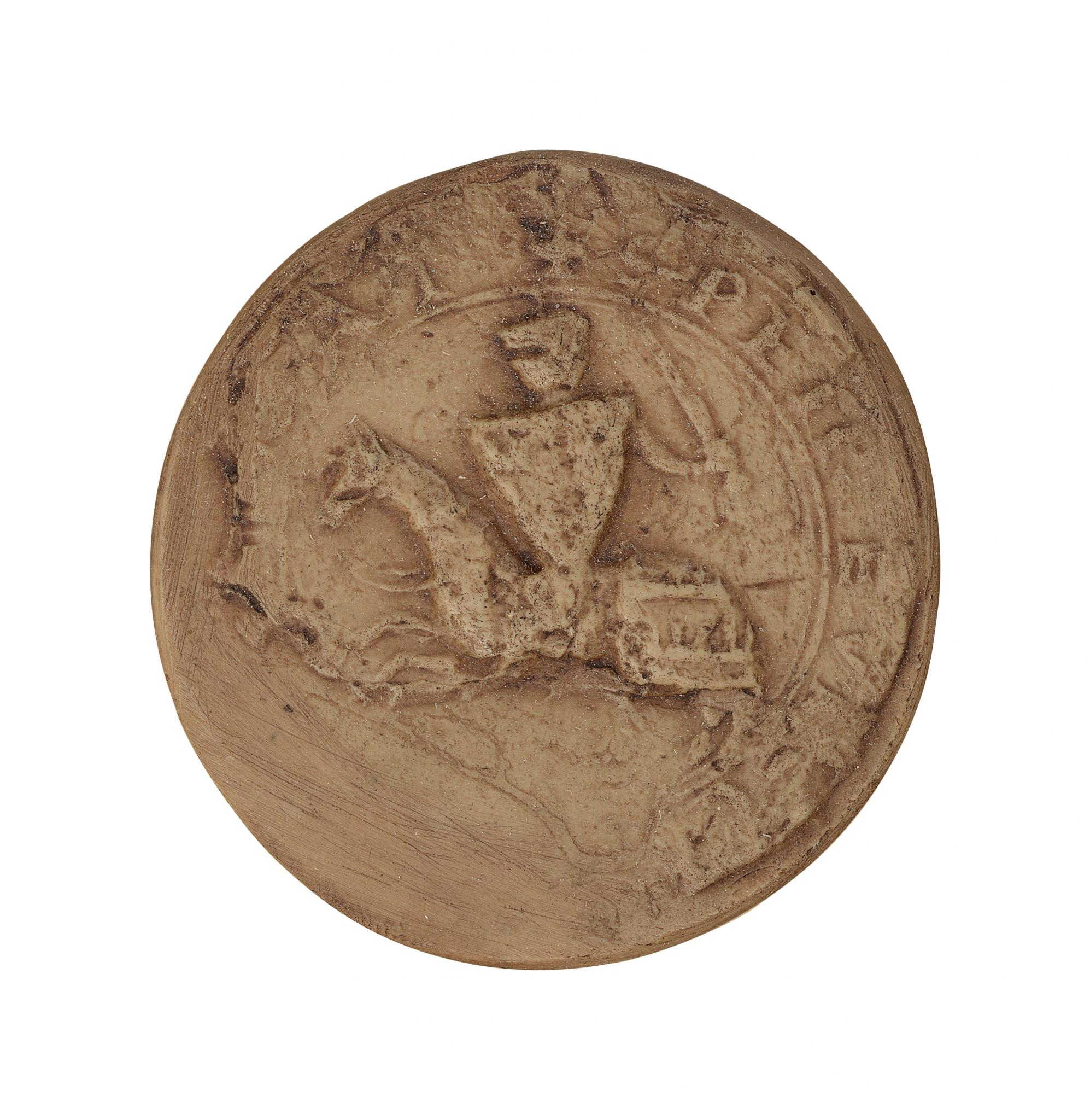
Pierre III de Murat (1258). Sceau équestre, aux armes : trois fasces crénelées. Légende : + S' PEIRE : VISC.........RAT (Collection Douet d’Arcq 411)
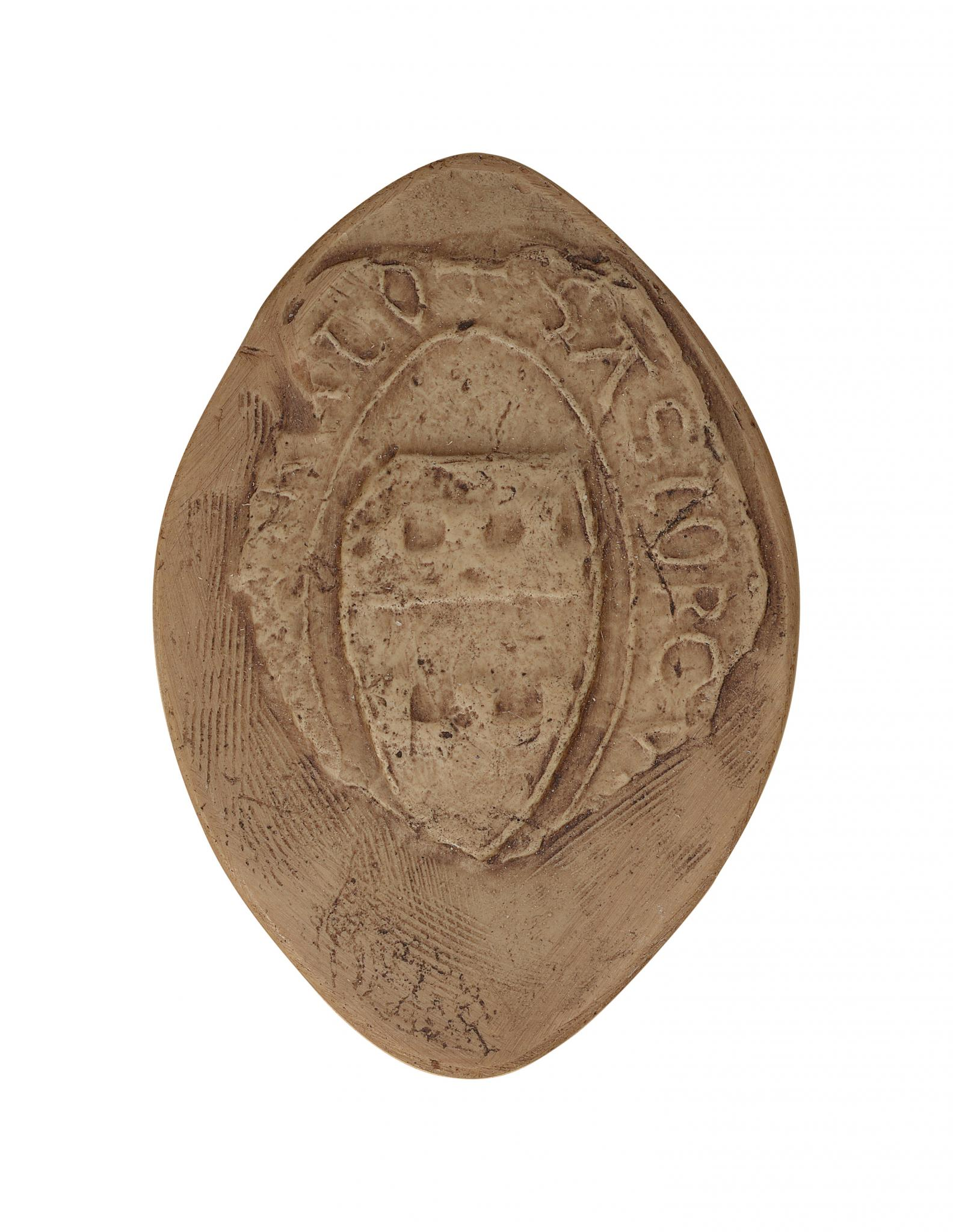
Austorg ou Astorg de Murat (1258). Sceau en forme de navette avec un écu portant trois fasces crénelées. Légende théorique : + S ASTORC V............RATO (Collection Douet d’Arcq 412).
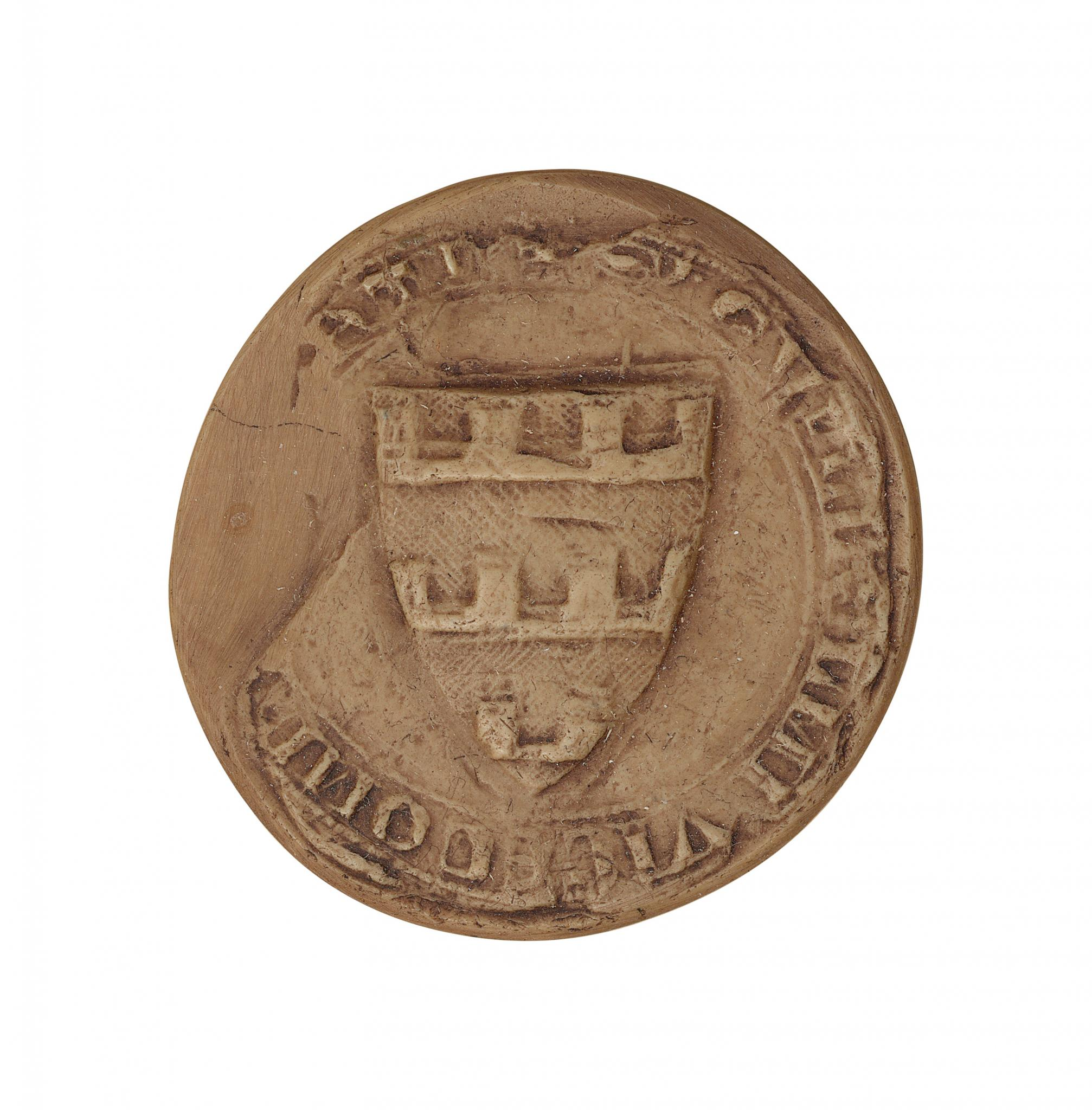
Guillaume III vicomte de Murat (1284). Écu portant trois fasces crénelées. Légende théorique : + S'. GVILLELMI VICECOMIT....ATI (collection Douet d’Arcq 413).

Le vicomte Guillaume III se marie en 1289 avec Éléonore, fille de Bégon IV de Calmont. En 1292, Guillaume accorde une charte de franchises aux habitants d'Albepierre, en reprenant le modèle de la charte précédemment accordée à la ville de Murat. Par testament, Guillaume III institue son fils aîné, Bégon, héritier de la vicomté et donne à son fils cadet, Guillaume, trois seigneuries : Barrès, Montpeyroux et Fonrose (sur le territoire de la commune actuelle de La Chapelle-d'Alagnon). Le testament prévoit une transmission de la vicomté de Murat uniquement en ligne masculine, donc avec une éventuelle dévolution à une lignée cadette faute de mâle dans la branche aînée.
Le vicomte Bégon, fils de Guillaume III, refuse de prêter hommage aux vicomtes de Carlat, arguant d'abord que sa vicomté ne dépend d'aucun seigneur. Puis, il rend hommage à la comtesse d'Auvergne Jeanne en 1331. Cette révolte cause un conflit armé avec les vicomtes de Carlat. Finalement, en 1351, Bégon reconnaît être un vassal des vicomtes de Carlat, mais sa vicomté de Murat se trouve notablement agrandie vers l'est. La vicomté de Murat réunit plus d'une trentaine de fiefs.

## Guerre de  Cent Ans et fin de la vicomté de Murat

### Conflit entre les familles de Cardaillac et de Murat
En 1359, le vicomte Bégon meurt sans fils. Guillaume de Cardaillac, héritier de la fille de Bégon, Hélix, s'empare alors de la vicomté de Murat au détriment des neveux de Bégon, Renaud et Pierre, qui auraient dû hériter d'après le testament de leur grand-père.
Ce conflit s'inscrit dans le contexte de la guerre de Cent Ans. Dans les années 1360, Guillaume de Cardaillac, qui contrôle la vicomté de Murat, prend le parti des grandes compagnies qui font régner la terreur en Auvergne. Entre 1362 et 1365, des routiers à sa solde ravagent les fiefs des frères Renaud et Pierre de Murat, qui obtiennent sa condamnation par le Parlement en 1368. Mais Guillaume et son fils Pons ensuite conservent la vicomté de Murat, malgré plusieurs arrêts du Parlement leur enjoignant de la rendre en 1394, en 1399 et en 1403. Ils sont soutenus par de puissants princes, Louis Ier d'Anjou puis Bernard VII d'Armagnac. Finalement, l'armée royale prend par la force le château de Murat en 1407, pour faire exécuter les arrêts du Parlement.

### La vicomté de Murat entre Armagnacs et Bourguignons
Renaud I de Murat est bailli des Montagnes d'Auvergne, pour le roi, de 1400 à 1405 et son fils Renaud II lui succède dans cette fonction, qu'il occupe jusqu'en 1413. En 1405, le vicomte de Murat Renaud II devient un fidèle du duc de Bourgogne Jean sans Peur. Ce dernier cherche en effet à constituer un réseau d'alliances en dehors de ses fiefs et Renaud II se tourne vers lui puisque ses ennemis, les Cardaillac, sont des fidèles des Armagnacs. En septembre 1405, Renaud II de Murat est écuyer banneret dans l'armée bourguignonne, commandant une compagnie de dix écuyers et deux ans plus tard, le duc de Bourgogne lui verse de l'argent pour financer une expédition militaire. Renaud II de Murat en 1408 puis son frère Jean de Murat en 1412 deviennent chambellans du duc de Bourgogne .
Ils font partie des seigneurs méridionaux recrutés par Jean sans Peur, comme Roger de Comminges vicomte de Bruniquel, Renaud VI de Pons, Archambaud de Foix-Navailles et son frère Mathieu de Foix ou Raymond d'Apcher, dont Renaud de Murat épouse la fille, Blanche, en 1405.
En 1411, Bernard VII d'Armagnac devient - par héritage de sa femme Bonne de Berry - vicomte de Carlat, c'est-à-dire seigneur du vicomte de Murat, alors qu'ils sont dans des camps opposés. Renaud II ne peut lui prêter hommage et s'expose donc à la confiscation de sa vicomté. Il attaque le Carladès en 1413, mais les Armagnacs prennent Murat, font prisonnier le vicomte à la fin de l'année 1414 et lui confisquent ses fiefs. Pendant sa détention, Jean sans Peur soutient financièrement la famille du vicomte de Murat. Finalement, celui-ci s'évade en 1416 et reçoit du duc de Bourgogne la châtellenie de Lantenay en 1417. Cette même année 1417, Renaud II de Murat participe à convaincre les villes du Languedoc de se rallier à Jean sans Peur.
Après l'assassinat de ce dernier en 1419, Renaud II de Murat change de camp : il se rallie en 1420 au dauphin Charles. Le camp bourguignon le désigne alors comme un traître. Son fils est écuyer d'écurie du roi Charles VII en 1425. Renaud II peut alors négocier avec la Maison d'Armagnac pour essayer de récupérer sa vicomté, mais sans succès, et ce n'est qu'en 1444 qu'il obtient une indemnisation, la vicomté de Murat ayant entre-temps été annexée à celle de Carlat.

## Généalogie
- Girbert, mort avant 1059/1066[Bo 6]
  - Guillaume Ier vicomte de Murat...1059/1066-1095...Croisé en 1095[Bo 6]
    - Jean Ier vicomte de Murat ...1102... Croisé en 1102-1103[Bo 6]
      - Pierre Ier vicomte de Murat ...1150... fait hommage au comte de Provence Raymond Bérenger pour tous ses biens[Bo 6]
        - Guillaume II vicomte de Murat chevalier ...1187-1196... Croisé en 1187[Bo 6]
        - Pierre II vicomte de Murat ...1205-av. 1239[Bo 6]
          - Pierre III vicomte de Murat ...1239-1270... époux de Gaillarde de La Tour[Bo 6]
            - Pierre IV vicomte de Murat chevalier ...1263-av. 1273... époux de Marquise de Peyre[Bo 6]
              - Guillaume III vicomte de Murat damoiseau puis chevalier ...1269-av. 1304... époux d'Éléonore de Calmont[Bo 6],[Sc 9]
                - Bégon Ier vicomte de Murat damoiseau puis chevalier ...1303-1359. Mort en 1359, époux de Blayde de Caylus[Bo 6],[Sc 9]
                  - Hélix ou Aélis épouse en 1329 Bertrand de Cardaillac[Bo 6],[Sc 9]
                    - Guillaume de Cardaillac s'empare de la vicomté de Murat à partir de 1361[Bo 6] époux d'Anne de Gourdon[Sc 9]
                      - Pons de Cardaillac époux d'Éminarde d'Estaing[Sc 9]

                - Guillaume IV vicomte de Murat ...1300-1360... épouse v. 1320 Marquise de Pons, héritière de Turenne et de Carlat[Bo 6]
                  - Renaud vicomte de Murat ...1360-1404[Bo 6]... épouse en 1375 Jeanne de Châteauneuf veuve d'Odonet de Saignes[7], mort en 1404 ou 1405[Sc 9]
                    - Renaud II vicomte de Murat mort après 1444 épouse en 1405 Blanche d'Apcher morte avant juillet 1425[Sc 9]
                      - Pierre de Murat[Sc 9]
                      - Marguerite de Murat née en 1418 épouse de Louis de Louet[Sc 9]
                      - une fille[Sc 9]

                    - Jean de Murat mort en 1424[Sc 9]
                    - Dauphine de Murat épouse de Jean Seaume[Sc 9]

                  - Pierre ...1395[Bo 6],[Sc 9]...

                - Pierre de Murat ...1314-1360[Bo 6]... moine[Sc 9]
                - Astorg de Murat[Bo 6]
                - Gaillarde de Murat teste en 1315 épouse en 1304 Odon III de Saignes[7]

            - Astorg vicomte et seigneur d'Albepierre ...1240-1269[Bo 6]...

          - Guillaume mort en 1251, évêque du Puy 1248-1251[Bo 6]
          - Amblard de Murat vicomte de Cheylanne ...1215[Bo 6]...
            - Armand de Murat vicomte ...1257[Bo 6]...
            - ? Guillaume vicomte de Cheylanne ...v. 1260[Bo 6]...

      - Pétronille prieure de Lavaudieu en 1148[Bo 6] ?

    - Pierre ...1095[Bo 6]...

  - Pierre mort avant 1059/1066[Bo 6]

## Héraldique
| Blason | Blasonnement : D'azur, à trois fasces muraillées et crénelées d’argent, la première de cinq créneaux, la seconde de quatre, et la dernière de trois ; celle-ci ouverte en porte ronde au milieu. |

Ce blason est attesté sur sceau en 1283 et en 1286. Ce sont des armes parlantes qui, selon la tradition, font référence aux fortifications de Murat.
Un autre blason a existé : écartelé, aux 1 et 4 d’azur, à trois fasces muraillées et crénelées d’argent, la première de cinq créneaux, la seconde de quatre, et la dernière de trois ; celle-ci ouverte en porte ronde au milieu, qui est de Murat ; aux 2 et 3 de gueules, au lion léopardé d’or, qui est de Carlat. Il n'est pas sûr que ce blason de gueules au lion d'or soit de Carlat, il pourrait être aussi de Cardaillac ou de Brezons.